# Carl Henric Röslein
Carl Henric Röslein, född 4 mars 1774, död 27 oktober 1840, var en svensk spion. 

## Biografi
Carl Henric Röslein var son till grosshandlare Henrik Röslein och Catharina Christina Schönmeyr. Släkten hade tysk bakgrund och i den fanns flera affärsmän. Under franska revolutionen befann han sig i Paris som affärsagent. Han presenterades för Karl XIV Johan och var mellan 1814 och 1817 dennes representant hos svenska ståthållaren i Norge. Under sin tid som sådan var det i realiteten hans uppgift att bedriva underrättelsetjänst för Karl Johan, undersöka och påverka opinionen och styret. Han hemkallades sedan hans opinionsbildning ansågs ha motverkat svenska statens intressen. 
Det är inte känt vilken utbildning Röslein hade, men den torde ha varit inriktad på affärsverksamhet. Han skickades till London för utbildning och vistades i England och på kontinenten under tjugo år, vilket gav honom goda språkkunskaper i engelska, franska och tyska. Efter utbildningen i England tillbringade han flera år i Frankrike och under vistelsen i Tyskland rekommenderade Gustaf af Wetterstedt honom för kronprins Karl Johan år 1813. Röslein blev kronprinsens representant hos ståthållaren i Norge, men sedan riksståthållaren Carl Mörner blivit missnöjd med Rösleins insatser, utvisades han från Norge år 1817.
Tillbaka i Sverige ägnade han sig åt affärer och gifte sig år 1819 med sin kusin Maria Charlotta Elisabeth Ericsson. Han arbetade vid Konungens enskilda byrå på Stockholms slott, där han gjorde översättningar och skrev rapporter.
År 1818 förvärvade Karl Johan Älvdalens porfyrverk och sedan den ansvarige vid byrån, kapten Erik Forssell, lämnat felaktiga uppgifter och försökt lägga skulden på en lokal chef, insattes Röslein i Forssells ställe.
Röslein och hans familj bodde inne i Stockholm, men under åren 1820–1829 bodde de så mycket som möjligt på Ludvigsro vid Hasselbacken på Djurgården. Egendomen såldes år 1829, troligen till följd av att Röslein tillbringade allt mer tid i Älvdalen. Från år 1830 arrenderade Röslein porfyrverket. År 1839 hölls en rättegång mellan Röslein och en av hans inspektörer, vilken avskedats utan lön. Hans änka förlorade arrendet år 1842.